# Ukai
Ukai é uma vila no distrito de Surat, no estado indiano de Gujarat.

## Demografia
Segundo o censo de 2001, Ukai tinha uma população de 10 858 habitantes. Os indivíduos do sexo masculino constituem 54% da população e os do sexo feminino 46%. Ukai tem uma taxa de literacia de 76%, superior à média nacional de 59,5%: a literacia no sexo masculino é de 84% e no sexo feminino é de 67%. Em Ukai, 10% da população está abaixo dos 6 anos de idade.